# Ruth Codd
Ruth Codd (ur. 13 lipca 1996 r. w Wexford) – irlandzka aktorka.

## Życiorys
Ruth urodziła się w 1996 roku w miejscowości Wexford. Mając 15 lat doznała poważnego urazu stopy podczas gry w piłkę nożną. Z powodu tego urazu w wieku 23 lat amputowano jej prawą nogę poniżej kolana.

## Kariera
Z zawodu Ruth Codd jest wizażystką i fryzjerką. Wykonywała te zawody jeszcze przed pandemią COVID-19. Po utracie pracy zaczęła publikować filmy na platformie TikTok. W ciągu jednego roku zdobyła 672 tysięcy obserwujących i 20,5 milionów polubień.
Poprzez popularność na TikToku zwróciła na siebie uwagę Netflixa w trakcie castingów do serialu Klub Północy. Ruth otrzymała jedną z głównych ról i wcieliła się w Anya. W 2023 roku wystąpiła w jednym odcinku serialu Creepshow jako Cassandra i ośmiu odcinkach serialu Zagłada domu Usherów jako Juno Usher.
W 2024 wystąpiła w dwóch serialach: Celeb Cooking School we własnej osobie i w The Dry jako Bibi. Ruth wystąpiła również z czterech odcinkach brytyjskiego serialu Small Town, Big Story, w którym wcieliła się w producentkę Peggy
W marcu 2023 roku Ruth dołączyła do obsady filmu Jak wytresować smoka, którego premiera jest planowana na 13 czerwca 2025 roku.

## Filmografia

### Filmy
| Rok  | Tytuł                | Tytuł oryginalny         | Rola    | Źr.           |
| ---- | -------------------- | ------------------------ | ------- | ------------- |
| 2025 | Jak wytresować smoka | How to Train Tour Dragon | Phlegma | [ 11 ] [ 12 ] |

### Seriale
| Rok  | Tytuł                 | Tytuł oryginalny               | Rola              | Źr.    |
| ---- | --------------------- | ------------------------------ | ----------------- | ------ |
| 2022 | Klub Północy          | The Midnight Club              | Anya              | [ 6 ]  |
| 2023 | Creepshow             | Creepshow                      | Cassandra         | [ 7 ]  |
| 2023 | Zagłada domu Usherów  | The Fall of the House of Usher | Juno Usher        | [ 2 ]  |
| 2024 | Celeb Cooking School  | Celeb Cooking School           | We własnej osobie | [ 8 ]  |
| 2024 | The Dry               | The Dry                        | Bibi              | [ 9 ]  |
| 2025 | Small Town, Big Story | Small Town, Big Story          | Producentka Peggy | [ 10 ] |